# Cernay (Eure-et-Loir)
Cernay település Franciaországban, Eure-et-Loir megyében. Lakosainak száma 83 fő (2022. január 1.). Cernay Fruncé, Villebon, Marchéville és Ollé községekkel határos.

## Népesség
A település népességének változása:
| Lakosok száma | 68   | 73   | 71   | 77   | 86   | 88   | 89   | 90   | 89   | 83   |
|               | 1968 | 1982 | 1990 | 2006 | 2013 | 2015 | 2017 | 2019 | 2020 | 2022 |